# Abbot (krater księżycowy)
Abbot – mały krater uderzeniowy na Księżycu, który leży na nierównym terenie między Mare Fecunditatis na południowym zachodzie i Mare Crisium na północy.
Jest to kolisty krater z wnętrzem w kształcie filiżanki. Wewnętrzne ściany opadają w dół ku środkowi a żadne późniejsze uderzenia nie zniszczyły wnętrza ani brzegu. Ta formacja była dawniej określana jako Apollonius K. Później otrzymała imię Abbot nadane przez Międzynarodową Unię Astronomiczną. Krater Apollonius znajduje się na wschód od krateru Abbot.